# Paul de Narbonne
Paul de Narbonne (Saint Paul-Serge) est le premier évêque de Narbonne au IIIe siècle.

## Biographie
C'est l'un des sept apôtres des Gaules, envoyé, pense-t-on, par le pape Fabien (236-250) sous le consulat de  Dèce et Gratus (250-251), réévangéliser le pays après les persécutions de Dèce, avec Gatien de Tours, Trophime d'Arles, Saturnin de Toulouse, Denis de Paris, Austremoine de Clermont et Martial de Limoges.
L'archidiocèse de Narbonne était très étendu. Quand l'évêché de Tarragonne a demandé à être détaché de l'archidiocèse de Narbonne, le clergé de cette ville a voulu démontrer l'ancienneté de la christianisation de la ville en faisant du premier évêque le proconsul Sergius Paulus cité dans les Actes des apôtres (13, 7-12), converti au christianisme après avoir écouté les apôtres Paul et Barnabé.
Il est fêté le 22 mars.